# Pedersöre
Pedersöre è un comune finlandese di 11206 abitanti, situato nella regione dell'Ostrobotnia.

## Società

### Lingue e dialetti
Le lingue ufficiali di Pedersöre sono lo svedese ed il finlandese, e 1,4% parlano altre lingue.
| %     | Ripartizione linguistica (gruppi principali) |
| ----- | -------------------------------------------- |
| 89,8% | madrelingua svedese                          |
| 8,8%  | madrelingua finlandese                       |